# Норліна (Північна Кароліна)
Норліна (англ. Norlina) — місто (англ. town) в США, в окрузі Воррен штату Північна Кароліна. Населення — 920 осіб (2020).

## Географія
Норліна розташована за координатами 36°26′42″ пн. ш. 78°11′45″ зх. д. / 36.44500° пн. ш. 78.19583° зх. д. (36.444959, -78.195809).  За даними Бюро перепису населення США в 2010 році місто мало площу 2,90 км², з яких 2,88 км² — суходіл та 0,02 км² — водойми.

## Демографія
Згідно з переписом 2010 року, у місті мешкало 1118 осіб у 471 домогосподарстві у складі 283 родин. Густота населення становила 386 осіб/км².  Було 567 помешкань (196/км²).
Расовий склад населення:
| - 48,5 % — білих - 45,2 % — чорних або афроамериканців - 0,4 % — азіатів - 0,2 % — корінних американців - 3,8 % — осіб інших рас |

До двох чи більше рас належало 2,1 %. Частка іспаномовних становила 6,3 % від усіх жителів.
За віковим діапазоном населення розподілялося таким чином: 26,7 % — особи молодші 18 років, 55,0 % — особи у віці 18—64 років, 18,3 % — особи у віці 65 років та старші. Медіана віку мешканця становила 38,6 року. На 100 осіб жіночої статі у місті припадало 85,1 чоловіків;  на 100 жінок у віці від 18 років та старших — 83,2 чоловіків також старших 18 років.
Середній дохід на одне домашнє господарство  становив 36 106 доларів США (медіана — 22 414), а середній дохід на одну сім'ю — 51 394 долари (медіана — 45 833). Медіана доходів становила 32 188 доларів для чоловіків та 30 551 долар для жінок. За межею бідності перебувало 32,4 % осіб, у тому числі 57,9 % дітей у віці до 18 років та 28,0 % осіб у віці 65 років та старших.
Цивільне працевлаштоване населення становило 424 особи. Основні галузі зайнятості: освіта, охорона здоров'я та соціальна допомога — 35,4 %, роздрібна торгівля — 19,3 %, виробництво — 14,6 %.